# Andy McKee

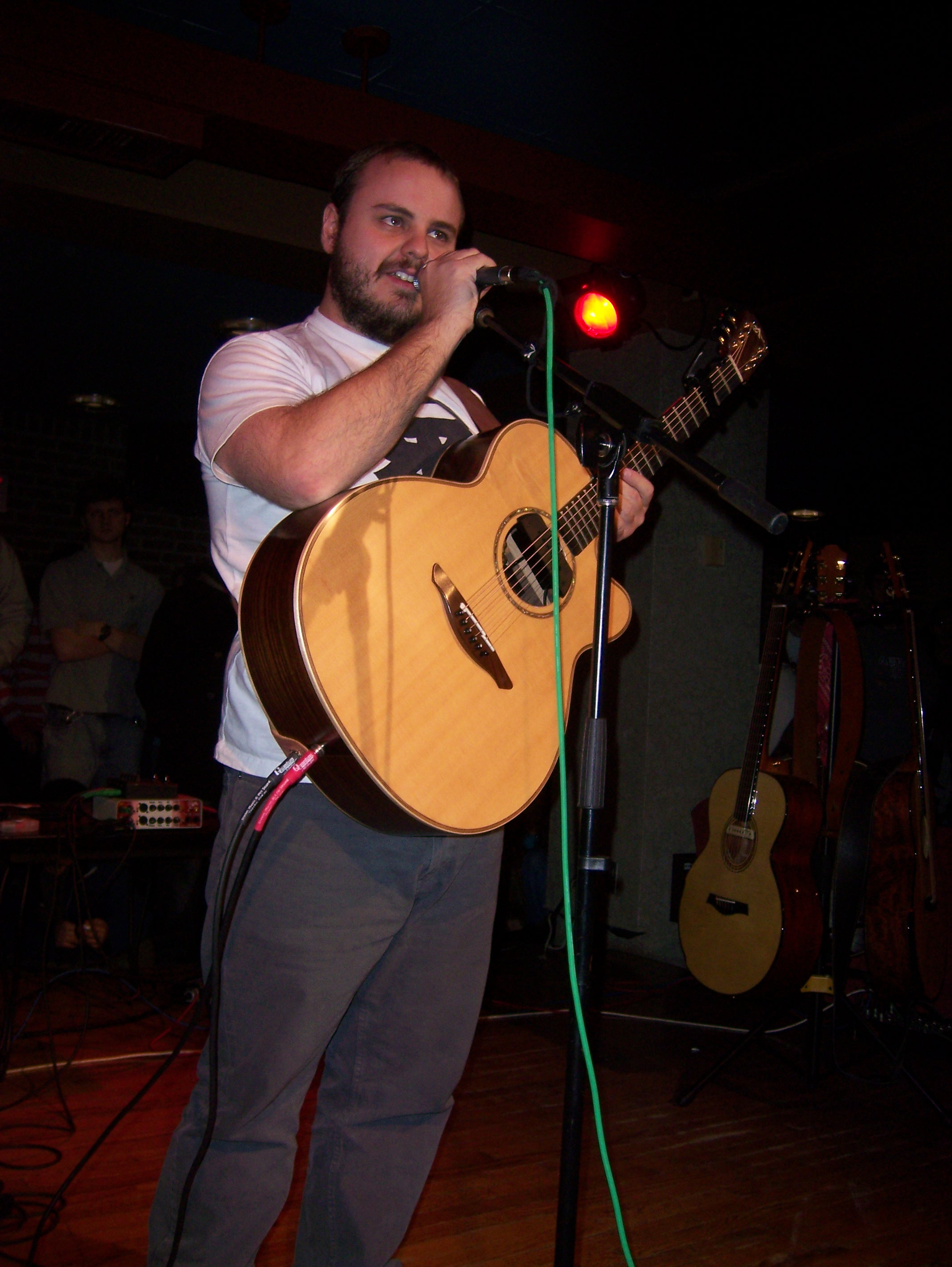
Andy McKee

Andy McKee (1979) is een Amerikaanse gitarist, met name bekend om zijn virtuoze percussieve techniek, waarmee hij via YouTube bekend werd. Daarnaast is hij een bekende speler van de harpgitaar.

## Biografie en carrière
McKee bespeelde zijn eerste gitaar, een Aria nylon snaar gekocht door zijn vader, toen hij 13 jaar oud was. McKee was aanvankelijk niet onder de indruk van zijn gitaarlessen en begon zichzelf gitaar te leren spelen.  Hij begon shredgitaarmuziek te leren, waaronder nummers van Metallica, Eric Johnson en Joe Satriani. McKee's neef die elektrische gitaar speelde, inspireerde hem om door te gaan met leren. Hij nam hem voor zijn 16e verjaardag mee naar een live clinic van de gitarist Preston Reed. McKee kocht later een instructievideoband van Reed en begon veel van zijn akoestische gitaartechnieken hiervan te leren.  Later dat jaar haalde hij met toestemming van zijn moeder zijn GED om te stoppen met de middelbare school en meer gitaar te gaan spelen. Hij begon beïnvloed te worden door voornamelijk akoestische gitaristen zoals Michael Hedges, Billy McLaughlin, Pat Kirtley, en van Passion Session van Don Ross, terwijl hij zijn eigen studie van het instrument voortzette.

## Invloeden
McKee's invloeden zijn onder andere: Eric Johnson, Dream Theater, Michael Hedges, Preston Reed, Billy McLaughlin, Tommy Emmanuel, Björk, Steve Lukather, Metallica, Joe Satriani, Iron Maiden, Pantera, Toto,  Joe Satriani, Iron Maiden, Pantera, Vince DiCola, Toto, Peter Gabriel, Imogen Heap, King Crimson, Primus, Pat Metheny, en Don Ross.
McKee begon al op jonge leeftijd naar metal te luisteren, zoals Dream Theater. Hij beschreef op Woodsongs hoe hij als kind een "metal freak" was en zelfs een Metallica nummer speelde tijdens de talentenjacht op zijn middelbare school. Pas toen hij Preston Reed zag, begonnen zijn invloeden te verschuiven naar akoestische songwriters zoals Don Ross en Michael Hedges. Beide muziekstromingen blijven hem beïnvloeden, hoewel hij in zijn professionele leven bij akoestische muziek is gebleven.

## Discografie
| Album Title                                     | Year |
| ----------------------------------------------- | ---- |
| Nocturne                                        | 2001 |
| Dreamcatcher                                    | 2004 |
| Art of Motion                                   | 2005 |
| Gates of Gnomeria                               | 2007 |
| Split DVD met Antoine Dufour                    | 2007 |
| The Thing That Came From Somewhere met Don Ross | 2008 |
| Common Ground EP                                | 2009 |
| Joyland                                         | 2010 |